# Plectris viridimicans
Plectris viridimicans är en skalbaggsart som beskrevs av Moser 1918. Plectris viridimicans ingår i släktet Plectris och familjen Melolonthidae. Inga underarter finns listade i Catalogue of Life.